# Georg Zug
Georg Zug (* 24. Juni 1964) ist ein ehemaliger deutscher Fußballspieler. Seine Position war das defensive Mittelfeld.

## Karriere
Georg Zug spielte zwei Saisons für den MSV Duisburg in der 2. Liga. In der Saison 1984/85 kam er zu zwei Einsätzen als Einwechselspieler. In der Saison 1985/86 stieg der MSV Duisburg mit ihm als Tabellenletzter ab. Er kam zu 15 Einsätzen, wiederum meist als Einwechselspieler. Am 4. September 1985 gelang ihm bei einem Heimspiel gegen die SpVgg Bayreuth sein einziges Tor in der 2. Fußball-Bundesliga.
Nach dem Abstieg mit dem MSV Duisburg wechselte Zug in die Schweiz zum FC Glarus, mit welchem er darauf in die zweithöchste Liga (NLB) aufgestiegen ist. Er stand in der Startelf des FC Glarus, als dieser im NLB-Spiel am 13. August 1988 (Saison 1988/89) den FC Basel im legendären Stadion St. Jakob («Joggeli») sensationell mit 2:1 bezwang. Ihm gelang in der 88. Minute der spielentscheidende 2:1-Siegestreffer.
Am 24. Mai 2008 wurde der FC Glarus Veteranen-Schweizer-Meister und Veteranen-Cup-Sieger (Senioren 40+). Georg Zug war einer der herausragenden Spieler dieses Teams. Aufgrund einer Sperre aus dem Halbfinal-Spiel konnte er im Final-Spiel nicht eingesetzt werden und fungierte daher als Coach.
Zug ist in Linthal (Gemeinde Glarus Süd) wohnhaft.